# ナガノトマト
株式会社ナガノトマト（NAGANO TOMATO Co.,Ltd.、旧称：長野トマト）は長野県松本市に本社を置くトマトやキノコの加工品を中心とした食品メーカーである。主な製品はトマトケチャップ、瓶入りなめ茸であり、なめ茸製品のシェアは全国トップを誇る。また、トマトジュースや野菜ジュースなどの飲料も扱っている。
以前はキリングループの企業で三菱グループに属していたが、2010年に「信州ビバレッジ」を設立、飲料製造受託事業を移管した上で信州ビバレッジの全株式をキリンホールディングスに譲渡した。その上で、生え抜きの井垣孝夫常務らを中心とする新経営陣がキリンホールディングス保有のナガノトマト株式(99.4%)を全て取得する「マネジメント・バイアウト」(MBO)を行い、キリンおよび三菱グループから離脱した。ただし、飲料・トマトピューレは同社が信州ビバレッジに製造を委託、以前と同様に同社ブランドとして販売している。

## 沿革
- 1957年4月8日 - 長野トマト株式会社として設立。
- 1976年 - 麒麟麦酒（現・キリンホールディングス）と業務提携。
- 1979年 - 松本工場設立。
- 1995年 - 株式会社ナガノトマトに商号変更。
- 2010年9月30日 - MBOによりキリングループから離脱。
- 2013年10月1日 - 日本製粉（後のニップン）が発行済み株式の51%を取得し、連結子会社化。

## 工場
本社工場
松本市村井町南3-15-37（JR村井駅すぐ）
松本工場
松本市今井6691（西南工業団地内）